# Barichneumonites picinus
Barichneumonites picinus är en stekelart som först beskrevs av Tosquinet 1903.  Barichneumonites picinus ingår i släktet Barichneumonites och familjen brokparasitsteklar. Inga underarter finns listade.